# (73327) 2002 JE104
(73327) 2002 JE104 – planetoida z pasa głównego asteroid okrążająca Słońce w ciągu 3,99 lat w średniej odległości 2,51 j.a. Odkryta 10 maja 2002 roku.